# Clélia Reuse
Clélia Rard-Reuse (ur. 1 sierpnia 1988 w Riddes) – szwajcarska lekkoatletka.

## Kariera
W 2005 zdobyła dwa medale olimpijskiego festiwalu młodzieży Europy: złoty na 100 metrów przez płotki (76,2 cm) z czasem 13,74 i srebrny w skoku w dal z wynikiem 6,36w. W 2013 wywalczyła dwa medale igrzysk frankofońskich: srebrny w sztafecie 4 × 100 m i brązowy na 100 m ppł. W 2016 zajęła 16. miejsce w biegu na 100 m ppł na igrzyskach olimpijskich.
Wielokrotna reprezentantka Szwajcarii.
Mistrzyni kraju w skoku w dal z 2009 i 2016 oraz biegu na 100 m ppł z 2012 i 2016 roku, wicemistrzyni Szwajcarii na 100 m ppł z 2009, 2010, 2013 i 2015 roku i w skoku w dal z 2010 oraz brązowa medalistka mistrzostw kraju w skoku w dal z 2008 roku. Halowa mistrzyni Szwajcarii na 60 m ppł z 2006 i 2016, wicemistrzyni na 60 m ppł z 2009, 2010 i 2011 oraz w skoku w dal z 2010 i 2011, a także brązowa medalistka mistrzostw kraju w skoku w dal z 2006 i 2016 roku.
Reprezentantka klubu CABV Martigny trenowana przez Laurenta Meuwly.

## Rekordy życiowe
Na podstawie:
- 60 m (hala) – 7,51 s (Magglingen, 29 stycznia 2011)
- 60 m ppł (hala) – 8,14 s (St. Gallen, 28 lutego 2016)
- 100 m – 11,63 s (Bulle, 17 czerwca 2012)
- 100 m ppł – 13,06 s (Bazylea, 7 maja 2016)
- 200 m – 24,75 s (Aarau, 23 sierpnia 2009)
- skok w dal – 6,60 m (Bulle, 9 lipca 2011)